# Jim Florentine
James "Jim" Florentine (18 de agosto de 1964) es un actor y comediante estadounidense, reconocido por haber presentado el popular programa de entrevistas That Metal Show de la cadena VH1 Classic junto con Eddie Trunk y Don Jamieson, además de sus rutinas de stand up comedy.

## Filmografía

### Cine
| Año  | Película                   | Rol                        | Notas |
| ---- | -------------------------- | -------------------------- | ----- |
| 1998 | White Chicks, Incorporated | Bill                       |       |
| 2002 | Rock Bottom                | Miller Davis               |       |
| 2003 | Secret War                 | Getty                      |       |
| 2004 | Grace and the Storm        | Gio                        |       |
| 2005 | Eminem's Making the Ass    | Crank Yankers / Little Em' | Voz   |
| 2006 | Beer League                | Crispino                   |       |
| 2010 | A Little Help              | Brian                      |       |
| 2015 | Trainwreck                 |                            |       |

### Televisión
| Año           | Película        | Rol                         |
| ------------- | --------------- | --------------------------- |
| 1997          | Apt. 2F         | Cómico                      |
| 2003–2007     | Crank Yankers   | Special Ed / Bobby Fletcher |
| 2008–presente | That Metal Show | Él mismo                    |
| 2014          | Californication | Jim                         |
| 2015          | Louie           | Kenny                       |

## Videojuegos
- Grand Theft Auto: Vice City Stories .... Bobbie Ray (2006)

## Discografía
- Terrorizing Telemarketers I (CD)
- Terrorizing Telemarketers II (CD)
- Terrorizing Telemarketers III (CD)
- Terrorizing Telemarketers IV (CD)
- Terrorizing Telemarketers V (CD)
- Jim Florentine LIVE: GET THE KIDS OUT OF THE ROOM (CD)
- Anger is a Gift (CD)
- Cringe and Purge (CD)
- Awful Jokes From My First Comedy Notebook (CD)

### DVD
- Meet The Creeps Volume 1 (DVD)
- Meet The Creeps Volume 2 (DVD)
- Meet The Creeps Volume 3 (DVD)